# Steinkjeften
Steinkjeften (norwegisch für Steinkiefer) ist ein Berg im ostantarktischen Königin-Maud-Land. Er ragt westlich des Kjakebeinet im südlichen Teil der Kraulberge auf. 
Wissenschaftler des Norwegischen Polarinstituts benannten ihn 1971.